# Tmesisternus angae
Tmesisternus angae là một loài bọ cánh cứng trong họ Cerambycidae.